# Pantherophis
Pantherophis (лат.) — род змей из семейства ужеобразных, обитающих в Новом Свете.

## Описание
Общая длина представителей этого рода колеблется от 100 до 250 см. Голова немного вытянутая, туловище стройное, хвост длинный. Цвет кожи серый, желтоватый, оливковый.

## Образ жизни
Населяют влажные лиственные и хвойные леса, горную местность. Встречается на высоте до 2500 м над уровнем моря. Питаются грызунами и ящерицами.

## Размножение
Это яйцекладущие змеи. Самки откладывают от 10 до 15 яиц.

## Распространение
Обитают в Северной Америке и на Антильских островах.

## Таксономия
В 2002 году были некоторые таксономических разногласия, связанные североамериканским родом Elaphe, и основанные на изучении митохондриальной ДНК. При изучении ДНК оказалось, что Elaphe наряду с тесно связанными родами (Pituophis и Lampropeltis) образуют особую группу, отдельную от членов рода из старого света.
Поэтому было предложено выделить Pantherophis в отдельный род, и заменить обратно таксоны представителей рода из Северной Америки с Elaphe на Pantherophis.
В 2003 году предложение было отклонено и Pantherophis пока что так причисляются к Elaphe.
В род включают 8 видов:
- Pantherophis alleghaniensis
- Pantherophis bairdi — Крысиная змея Бэйрда
- Pantherophis emoryi — Крысиная змея Эмори
- Pantherophis guttatus — Маисовый полоз, или пятнистый лазающий полоз, или красная крысиная змея
- Pantherophis obsoletus — Крысиная змея, или серый лазающий полоз
- Pantherophis ramspotti
- Pantherophis spiloides
- Pantherophis vulpinus — Лисий лазающий полоз, или лисья змея